# Penicillium glaucum
Penicillium glaucum (anamorfe vorm) is een schimmelsoort die behoort tot het geslacht Penicillium of penseelschimmel van de ascomyceten. Pasteur ontdekte dat deze schimmel in staat is uit een oplossing van druivenzuur het rechtsdraaiend wijnsteenzuur sneller te verwijderen dan het linksdraaiend wijnsteenzuur.
Het is een van de soorten blauw-groene schimmels die gebruikt worden bij de productie van blauwaderkazen om deze aan de binnenkant van schimmel te voorzien. De andere is Penicillium roqueforti. De kazen waarbij de Penicillium glaucum gebruikt wordt voor de fermentatie zijn milder van smaak dan die geproduceerd zijn met Penicillium roqueforti.
Penicillium glaucum wordt gebruikt voor onder andere Gorgonzola, Bleu de Termignon en Rochebaron. Stilton wordt gefabriceerd met een half om half van beide soorten.
De bekendste soort kaas met de sterke smaak van de roquefortischimmel is Roquefort.

## Afbeeldingen

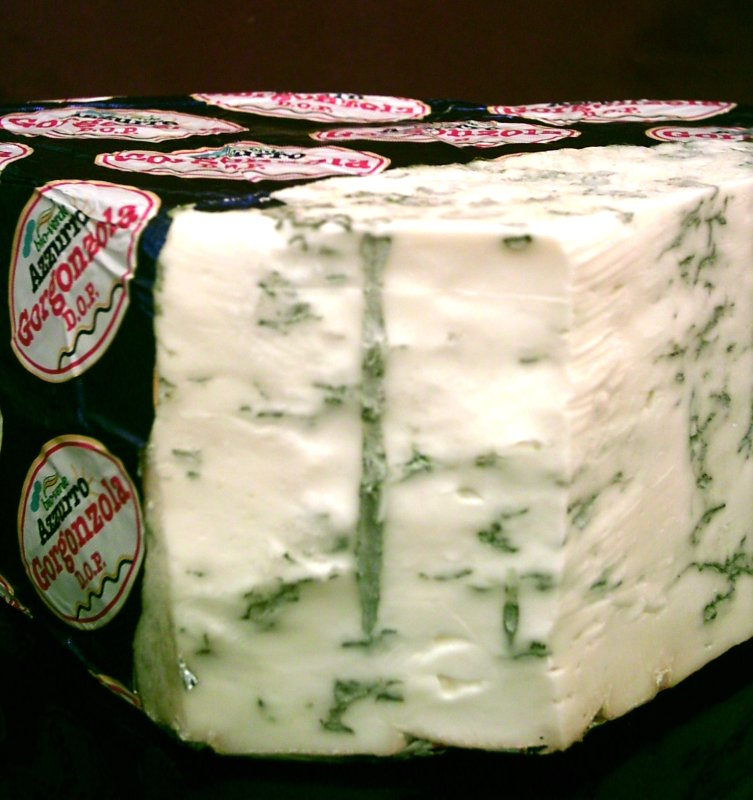
Gorgonzola (verticaal geprikt)
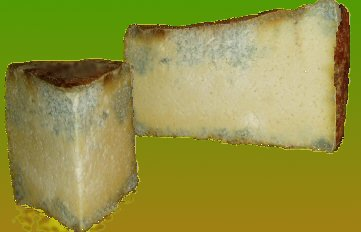
Bleu Termignon (natuurlijk)
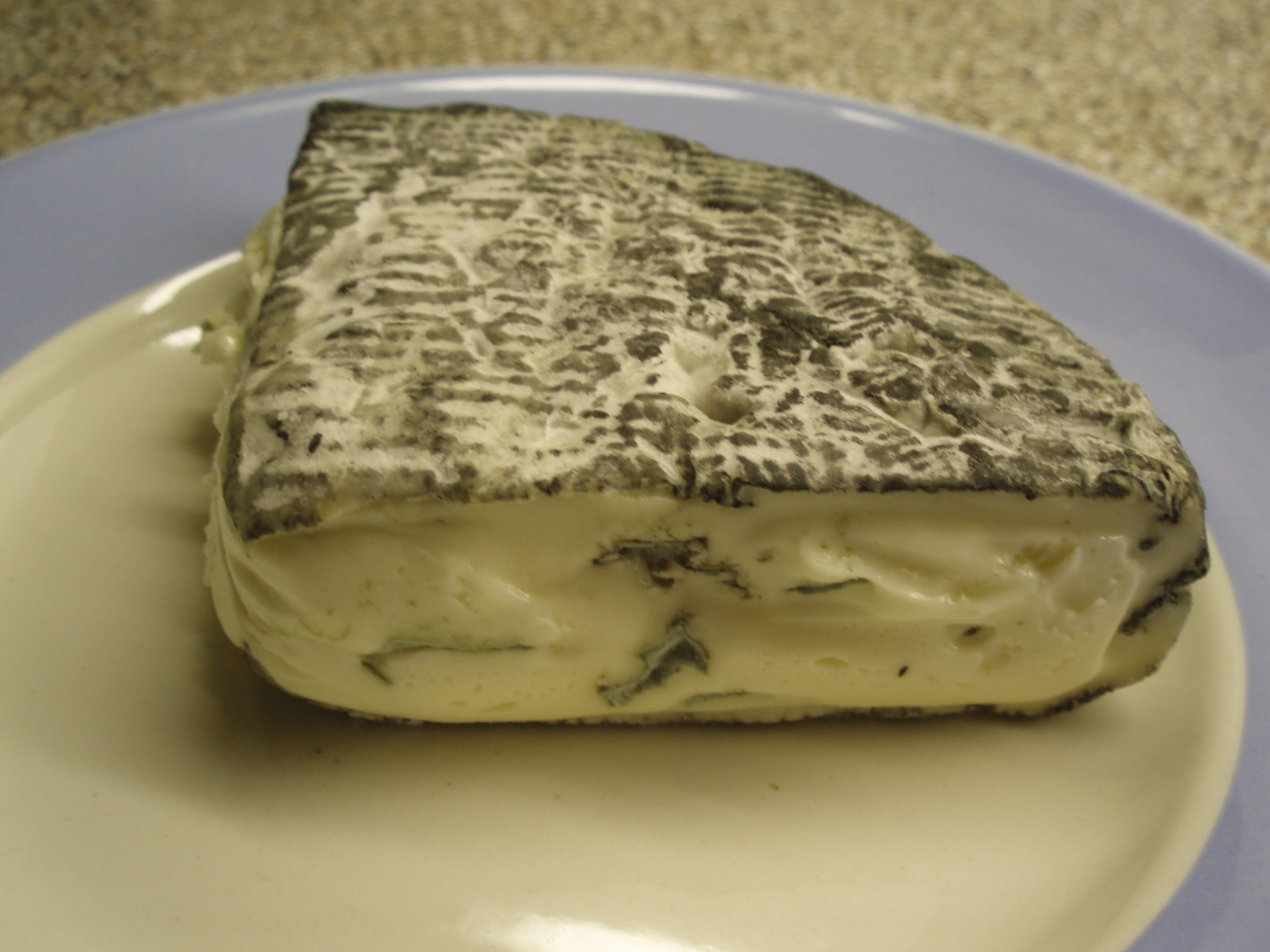
Rochebaron (verticaal geprikt)
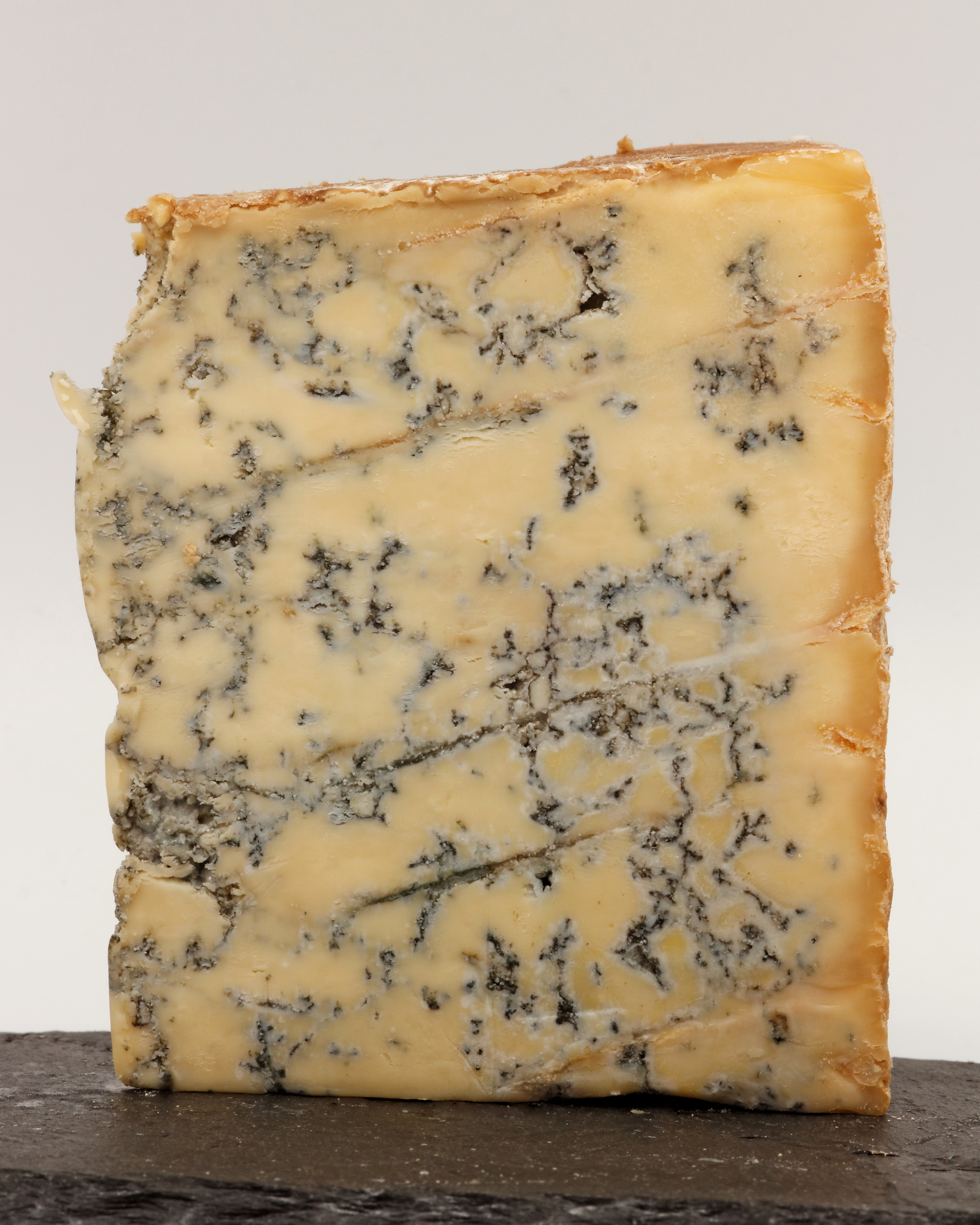
Blue Stilton (horizontaal geprikt)
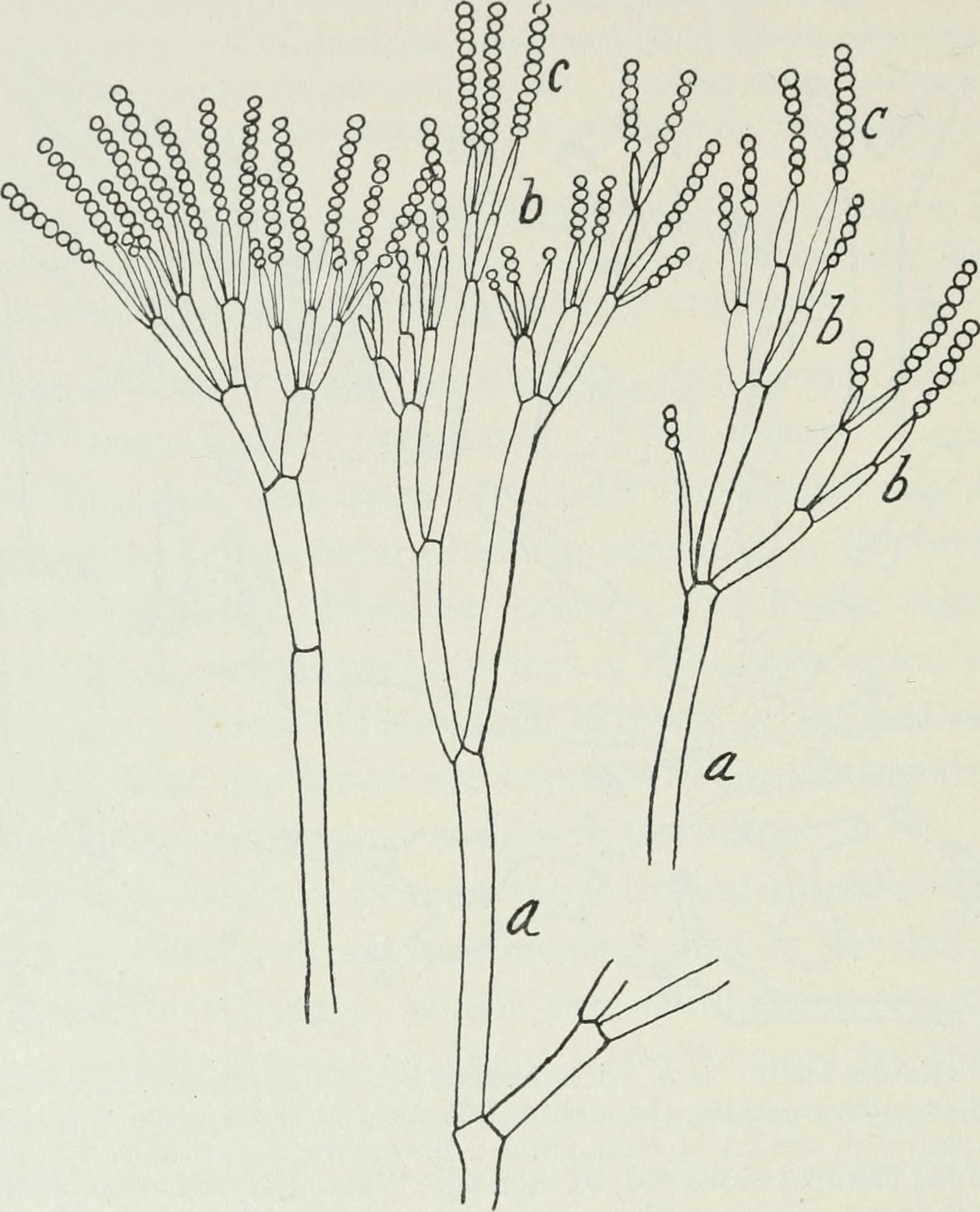
Conidioforen